# Idruro di uranio
L'idruro di uranio è il composto binario di formula UH3. È l'unico idruro di uranio noto; in condizioni normali è un solido di colore grigio scuro-nero. Viene usato principalmente come materiale di partenza per sintetizzare altri composti di uranio.

## Sintesi
L'idruro di uranio fu descritto per la prima volta nel 1929, assegnando erroneamente la stechiometria 
UH4. In seguito la formula fu stabilita come UH3.
L'idruro di uranio si prepara per sintesi diretta dagli elementi, riscaldando sotto vuoto a 250 °C uranio in pezzi o in polvere, e introducendo quindi idrogeno nel sistema. 
2U + 3H2 ⇄ 2UH3
Il composto così ottenuto è nella forma β-UH3, una polvere di colore grigio scuro-nero. La forma α-UH3 è instabile e si può preparare solo conducendo la reazione a temperature inferiori a –80 °C.

## Struttura e proprietà
L'idruro di uranio cristallizza nel sistema cubico, gruppo spaziale Pm3n. Esistono due modificazioni: la forma α-UH3 con costante di reticolo a = 416,1 pm e due unità di formula per cella elementare, mentre la forma β-UH3 possiede a = 664,4 pm e otto unità di formula per cella elementare. La forma α si trasforma irreversibilmente in quella β a circa 100 °C. α-UH3 e β-UH3 sono entrambi ferromagnetici al di sotto di ≈180 K; sopra questa temperatura sono paramagnetici.
UH3 è un composto estremamente reattivo. A temperatura ambiente è piroforico; reagisce con l'ossigeno dell'aria formando U3O8. Per riscaldamento si decompone liberando idrogeno e forma uranio metallico in forma finemente suddivisa, molto reattivo. Se riscaldato con cloro forma UCl4, con HCl forma UCl3, e con HF forma UF4. Riscaldato con H2O dà UO2, con H2S dà US2. A 250 °C reagisce anche con l'azoto per dare U2N3.

## Applicazioni
L'idruro di uranio in polvere è un composto estremamente reattivo e viene usato come materiale di partenza per sintetizzare altri composti di uranio.

## Tossicità / Indicazioni di sicurezza
Come tutti i composti di uranio, UH3 è considerato fortemente tossico, e può essere fatale per ingestione e inalazione. È inoltre pericoloso in quanto piroforico e radioattivo. Il composto risulta pericoloso anche per gli organismi acquatici, con effetti di lunga durata.